# شيلا أرمسترونغ (مبارزة بالسيف)
شيلا أرمسترونغ (بالإنجليزية: Sheila Armstrong) هي مبارزة بالسيف أمريكية، ولدت في 26 نوفمبر 1949 في آبلاند في الولايات المتحدة، وتوفيت في 18 مايو 2010 في لوس أنجلوس في الولايات المتحدة.

## وصلات خارجية
- شيلا أرمسترونغ على موقع أوليمبيديا (الإنجليزية)